# سكاي وان
سكاي وان (بالإنجليزية: Sky One)‏ كانت قناة تلفزيونية مدفوعة بريطانية تديرها وتملكها سكاي جروب (قسم من كومكاست). تم إطلاقها في الأصل في 26 أبريل 1982 كقناة فضائية، وكانت أول قناة فضائية وغير أرضية في أوروبا. اعتبارًا من 31 يوليو 1989، أصبحت سكاي وان تبث حصريًا في المملكة المتحدة وأيرلندا كقناة رئيسية تابعة لسكاي يو كي. كانت موجودة حتى 1 سبتمبر 2021، عندما أغلقت كجزء من إعادة الهيكلة مع موقع دليل البرامج الإلكتروني الذي اتخذته سكاي شوكاس وانتقلت الكثير من مكتبة محتوياتها إلى سكاي ماكس.